# Khaixtuk
Khaixtuk - Хаштук (rus) - és un aül de la República d'Adiguèsia, a Rússia. Es troba a la vora del riu Kuban, a 23 km a l'oest de Takhtamukai i a 117 km al nord-oest de Maikop, la capital de la república. De l'altra banda del riu hi ha l'stanitsa de Ielizavétinskaia i la ciutat de Krasnodar.
Pertany al municipi d'Afipsip.